# Перхлорат цезия
Перхлорат цезия — химическое вещество,
соль цезия и хлорной кислоты
с формулой CsClO4.

## Общие сведения
Белые ромбические гигроскопичные кристаллы.  
Перхлорат цезия наименее растворим как среди перхлоратов щелочных металлов (т.е. Rb, K, Li, Na), так и среди солей цезия. Это свойство, которые может быть использовано в целях сепарации и даже быть полезным для гравиметрического анализа. Низкая растворимость перхлората цезия сыграла важную роль в охарактеризовывании франция как щелочного металла.
| Температура (°C)           | 0   | 8.5  | 14   | 25    | 40    | 50   | 60   | 70   | 99    |
| Растворимость (г / 100 мл) | 0.8 | 0.91 | 1.91 | 1.974 | 3.694 | 5.47 | 7.30 | 9.79 | 28.57 |

Выделяется из водных растворов в виде белых блестящих кристаллов ромбической формы. При медленном охлаждении насыщенных растворов возможно получить толстые пластинки.
Как и все перхлораты, CsClO4 является сильным окислителем и может бурно реагировать с восстановителями и органическими веществами, особенно при повышенных температурах. При контакте с горючими веществами может вызвать возгорание.